# Европско првенство у атлетици у дворани 2015 — 800 метара за жене
Такмичење у трчању на 60 метара у женској конкуренцији на 33. Европском првенству у дворани 2015. у Прагу одржано је 6, 7. и 8. марта у мулти-спортској 02 Арени.
Квалификациона норма за учешће на Првенству износила је 2:04,50 минута.
Титулу освојену у Гетеборгу 2013. бранила је Наталија Лупу из Украјине.

## Земље учеснице
Учествовало је 20 такмичарки из 15 земаља.
1. Грчка (1)
2. Данска (1)
3. Ирска (1)
4. Исланд (1)
5. Норвешка (1)
6. Пољска (2)
7. Русија (3)
8. Словачка (1)
9. Уједињено Краљевство (2)
10. Украјина (1)
11. Француска (1)
12. Чешка (2)
13. Швајцарска (1)
14. Шведска (1)
15. Шпанија (1)

## Рекорди
| Рекорди пре почетка Европског првенства 2015. | Рекорди пре почетка Европског првенства 2015. | Рекорди пре почетка Европског првенства 2015. | Рекорди пре почетка Европског првенства 2015. | Рекорди пре почетка Европског првенства 2015. | Рекорди пре почетка Европског првенства 2015. |
| --------------------------------------------- | --------------------------------------------- | --------------------------------------------- | --------------------------------------------- | --------------------------------------------- | --------------------------------------------- |
| Светски рекорд                                | Јоланда Чеплак                                | Словенија                                     | 1:55,82                                       | Беч, Аустрија                                 | 10. фебруар 2008.                             |
| Европски рекорд                               | Јоланда Чеплак                                | Словенија                                     | 1:55,82                                       | Беч, Аустрија                                 | 10. фебруар 2008.                             |
| Рекорди европских првенстава                  | Јоланда Чеплак                                | Словенија                                     | 1:55,82                                       | Беч, Аустрија                                 | 10. фебруар 2008.                             |
| Најбољи светски резултат сезоне у дворани     | Џенифер Медоус                                | Уједињено Краљевство                          | 1:59,21                                       | Беч, Аустрија                                 | 31. јануар 2015.                              |
| Најбољи европски резултат сезоне у дворани    | Џенифер Медоус                                | Уједињено Краљевство                          | 1:59,21                                       | Беч, Аустрија                                 | 31. јануар 2015.                              |

## Најбољи европски резултати у 2015. години
Десет најбољих европских такмичарки у трци на 800 метара у дворани 2015. године пре почетка првенства (5. марта 2015), имале су следећи пласман на европској и светској ранг листи. (СРЛ)
| 1.  | Џенифер Медоус        | Уједињено Краљевство | 1:59,21 | 31. јануар | 1. СРЛ    |
| 2.  | Јоана Јозвик          | Пољска               | 2:00,1  | 3. фебруар | 2. СРЛ    |
| 3.  | Ајвика Маланова       | Русија               | 2:01,71 | 28. јануар | 4. СРЛ    |
| 4.  | Анита Хинриксдотир    | Исланд               | 2:01,77 | 8. фебруар | 5. СРЛ НР |
| 5.  | Селина Бихел          | Швајцарска           | 2:01,87 | 29. јануар | 7. СРЛ    |
| 6.  | Ранел Ламот           | Француска            | 2:01,97 | 24. јануар | 8. СРЛ    |
| 7.  | Јекатерина Поистогова | Русија               | 2:02,11 | 1. фебруар | 10. СРЛ   |
| 8.  | Марија Николајевна    | Русија               | 2:02,40 | 8. фебруар | 11. СРЛ   |
| 9.  | Светлана Рогозина     | Уједињено Краљевство | 2:02,58 | 8. фебруар | 12. СРЛ   |
| 10. | Анастасија Баздирева  | Русија               | 2:02,63 | 7. фебруар | 13. СРЛ   |

Такмичарке чија су имена подебљана учествовале су на ЕП.

## Сатница
| Датум         | Време | Ниво          |
| ------------- | ----- | ------------- |
| 6. март 2005  | 12:20 | Квалификације |
| 7. март 2005  | 18:00 | Полуфинале    |
| 8. март 2005. | 15:12 | Финале        |

## Освајачи медаља
|                         |                        |                     |
| Селина Бихел Швајцарска | Наталија Лупу Украјина | Јоана Јозвик Пољска |

## Резултати

### Квалификације
У полуфинале пласирале су по 2 првопласиране из све 4 квалификационе групе (КВ) и 4 на основу постигнутог резултата (кв).
| Место | Група | Стаза | Такмичарка            | Земља                | ЛР      | ЛРС     |  | Резултат | Белешка |
| ----- | ----- | ----- | --------------------- | -------------------- | ------- | ------- |  | -------- | ------- |
| 1.    | 1     | 6     | Јекатерина Поистогова | Русија               | 2:00,73 | 2:02,11 |  | 2:01,44  | КВ, ЛРС |
| 2.    | 1     | 5     | Анита Хинриксдотир    | Исланд               | 2:01,77 | 2:01,77 |  | 2:01,65  | КВ, НР  |
| 3.    | 2     | 3     | Селина Бихел          | Швајцарска           | 2:00,93 | 2:01,87 |  | 2:01,95  | КВ      |
| 4.    | 2     | 4     | Ренел Ламонт          | Француска            | 2:01,97 | 2:01,97 |  | 2:02,10  | КВ      |
| 5.    | 2     | 6     | Наталија Лупу         | Украјина             | 1:59,67 | 2:03,04 |  | 2:02,18  | кв, ЛРС |
| 6.    | 4     | 2     | Џенифер Медоус        | Уједињено Краљевство | 1:58,43 | 1:59,21 |  | 2:02,59  | КВ      |
| 7.    | 1     | 3     | Кира Еверард          | Ирска                | 2:02,54 | 2:03,39 |  | 2:02,69  | кв, ЛРС |
| 8.    | 4     | 3     | Ленка Масна           | Чешка                | 2:01,25 | 2:03,55 |  | 2:03,25  | КВ, ЛРС |
| 9.    | 2     | 5     | Ана Силвандер         | Шведска              | 2:03,36 | 2:03,36 |  | 2:04,28  | кв      |
| 10.   | 4     | 4     | Стине Трест           | Данска               | 2:03,93 | 2:02,93 |  | 2:04,30  | кв      |
| 11.   | 3     | 5     | Јоана Јозвик          | Пољска               | 2:00,01 | 2:00,01 |  | 2:04,50  | КВ      |
| 12.   | 1     | 5     | Трине Мјоланд         | Норвешка             | 2:05,27 | 2:05,27 |  | 2:04,71  | ЛР      |
| 13.   | 3     | 6     | Атанасија Баздирева   | Русија               | 2:02,13 | 2:02,13 |  | 2:04,22  | КВ      |
| 14.   | 3     | 2     | Шелејна Оскан Кларк   | Уједињено Краљевство | 2:02,91 | 2:02,91 |  | 2:05,08  |         |
| 15.   | 3     | 4     | Зузана Хејнова        | Чешка                | 2:03,60 | 2:03,60 |  | 2:05,34  |         |
| 16.   | 4     | 5     | Елени Филандра        | Грчка                | 2:02,08 | 2:04,38 |  | 2:05,52  |         |
| 17.   | 3     | 3     | Викторија Сауледа     | Шпанија              | 2:03,40 | 2,03,40 |  | 2:05,63  |         |
| 18.   | 1     | 2     | Синтија Елвард        | Пољска               | 2:02,94 | 2:02,94 |  | 2:05,68  |         |
| 19.   | 4     | 6     | Марија Николајева     | Русија               | 2:02,22 | 2:02,22 |  | 2:07,16  |         |
| 20.   | 2     | 2     | Паула Хабовстијакова  | Словачка             | 2:04,93 | 2:09,37 |  | 2:10,38  |         |

Подебљани лични рекорди су и национални рекорди земље коју такмичарка представља

### Полуфинале
У финале пласирале су по 3 првопласиране из обе полуфиналне групе(КВ).
| Место | Група | Такмичарка            | Земља                | Резултат | Белешка              |
| ----- | ----- | --------------------- | -------------------- | -------- | -------------------- |
| 1     | 1     | Селина Бихел          | Швајцарска           | 2:01,92  | КВ                   |
| 2     | 1     | Анита Хинриксдотир    | Исланд               | 2:02,31  | КВ                   |
| 3     | 1     | Џенифер Медоус        | Уједињено Краљевство | 2:02,40  | КВ                   |
| 4     | 1     | Ана Силвандер         | Шведска              | 2:04,24  |                      |
| 5     | 1     | Кира Еверард          | Ирска                | 2:06,14  |                      |
| 6     | 2     | Наталија Лупу         | Украјина             | 2:08,15  | КВ                   |
| 7     | 2     | Јоана Јозвик          | Пољска               | 2:08,47  | КВ'                  |
| 8     | 2     | Јекатерина Поистогова | Русија               | 2:08.72  | КВ                   |
| 9     | 2     | Ренел Ламонт          | Француска            | 2:09,06  |                      |
| 10    | 2     | Стине Трест           | Данска               | 2:10,25  |                      |
| 11    | 2     | Ленка Масна           | Чешка                | 2:10,36  |                      |
| 12    | 1     | Атанасија Баздирева   | Русија               | Диск     | чл. 163.2, чл. 163.4 |

### Финале
| Место | Атлетичарка           | Земља                | Резултат | Белешка |
| ----- | --------------------- | -------------------- | -------- | ------- |
|       | Селина Бихел          | Швајцарска           | 2:01,95  |         |
| ДИСК  | Јекатерина Поистогова | Русија               | 2:01.99  | допинг  |
|       | Наталија Лупу         | Украјина             | 2:02,22  |         |
|       | Јоана Јозвик          | Пољска               | 2:02,45  |         |
| 4.    | Анита Хинриксдотир    | Исланд               | 2:02,74  |         |
| —     | Џенифер Медоус        | Уједињено Краљевство | НС       |         |

### Пролазна времена у финалној трци
- 200 м — Анита Хинриксдотир —  30,88
- 400 м — Анита Хинриксдотир —  1:02,77
- 600 м — Селина Бихел —  1:33,00